# 1659 Punkaharju
Az 1659 Punkaharju (ideiglenes jelöléssel 1940 YL) a Naprendszer kisbolygóövében található aszteroida. Yrjö Väisälä fedezte fel 1940. december 28-án.